# Movie Movie
Movie Movie är en amerikansk dubbelfilm från 1978 i regi av Stanley Donen. Den består av två filmer, Dynamite Hands (svenska: Med krut i nävarna) och Baxter's Beauties of 1933. I huvudrollerna ses George C. Scott och Trish Van Devere. Barry Bostwick, Red Buttons, Art Carney och Eli Wallach medverkar i båda segmenten, Harry Hamlin, Barbara Harris och Ann Reinking i ett av dem.

## Rollista i urval
- George C. Scott - Gloves Malloy / Spats Baxter
- Trish Van Devere - Betsy McGuire / Isobel Stuart
- Red Buttons - Peanuts / Jinks Murphy
- Eli Wallach - Vince Marlow / Pop
- Rebecca York - Kitty
- Harry Hamlin - Joey Popchik
- Ann Reinking - Troubles Moran
- Jocelyn Brando - Mama Popchik / Mrs. Updike
- Michael Kidd - Pop Popchik
- Kathleen Beller - Angie Popchik
- Barry Bostwick - Johnny Danko / Dick Cummings
- Art Carney - Doctor Blaine / Doktor Bowers
- Clay Hodges - Sailor Lawson
- George P. Wilbur - Tony Norton
- Peter Stader - Barney Keegle (som Peter T. Stader)
- Jimmy Lennon - The Announcer (som James Lennon)
- Barbara Harris - Trixie Lane
- Charles Lane - Domaren / Mr. Pennington